# Tatjana von Rom

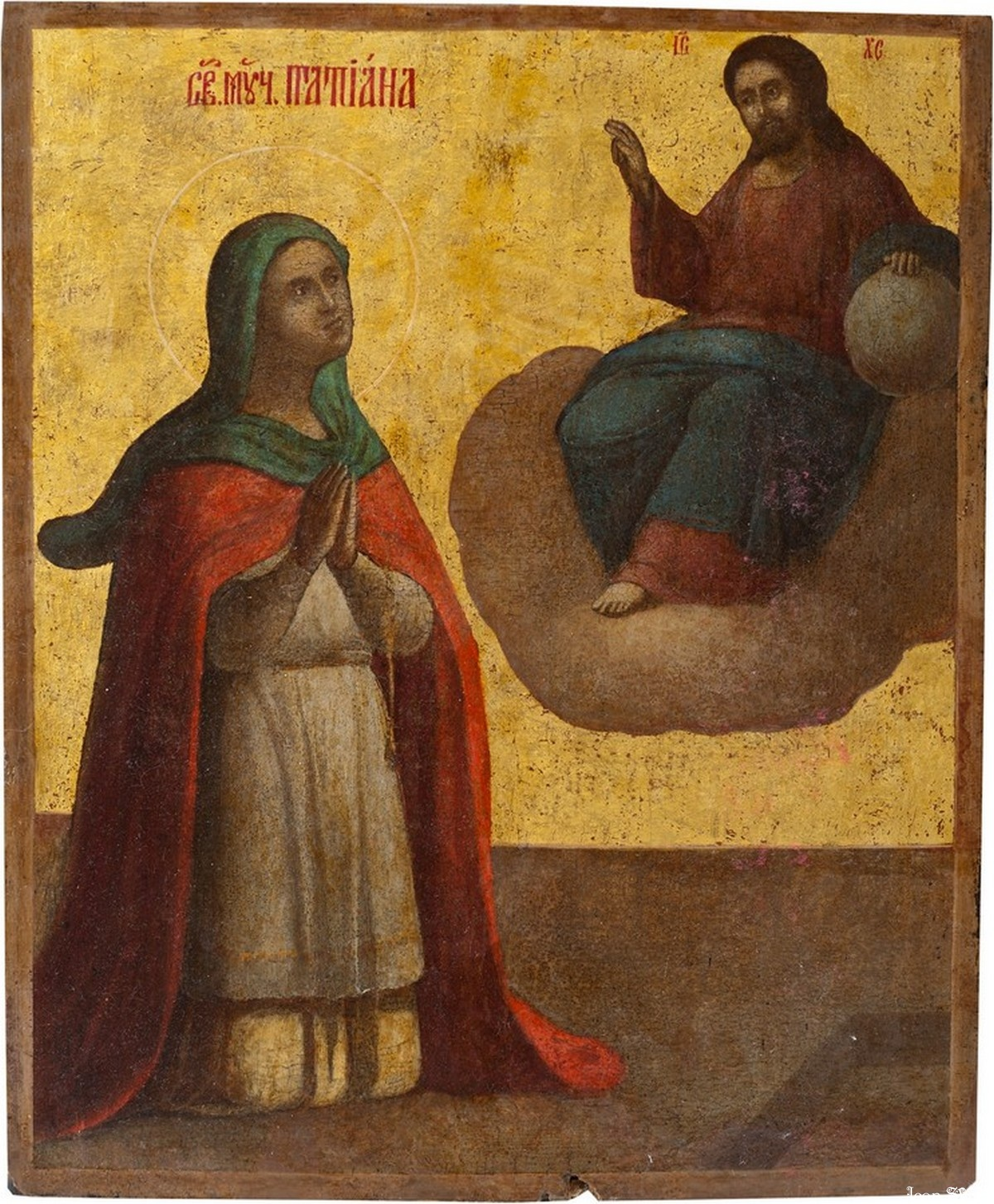
Ikone der hl. Tatjana

Tatjana von Rom (* zwischen 222 und 235 in Rom; † vor 250 in Rom) war eine geweihte Jungfrau und Märtyrin des 3. Jahrhunderts.
Tatjana wurde der Überlieferung zufolge zur Zeit des Kaisers Severus Alexander in Rom geboren, ihr Vater war bereits zum dritten Mal zum Konsul ernannt worden. Ihres Glaubens wegen wurde sie dem Kaiser, der gegen Christen hart vorging, vorgeführt. Später wurden ihr die Haare abgeschnitten, und sie wurde grausam gequält. Der Überlieferung zufolge versuchte man vergeblich, Tatjana auf dem Scheiterhaufen zu verbrennen und den Löwen vorzuwerfen, so dass man sie schließlich enthauptete.
Tatjana wird in der katholischen Kirche und den orthodoxen Kirchen als Heilige verehrt; ihr Gedenktag ist der 12. Januar. Vom 7. bis zum 15. Jahrhundert gab es in der „vierten Region“ in Rom auf dem Quirinal eine kleine Kirche, die ihr geweiht war. Auf Ikonen sind ihre Attribute das geschorene Haupt und der Löwe.